# نوسالوو
نوسالوو (به چکی: Nosálov) یک منطقهٔ مسکونی در جمهوری چک است که در ناحیه میلنیک واقع شده‌است. نوسالوو ۱۱٫۱ کیلومتر مربع مساحت و ۱۶۵ نفر جمعیت دارد و ۳۸۵ متر بالاتر از سطح دریا واقع شده‌است.